# Prvenstvo Jugoslavije u hokeju na travi 1957.
Jugoslavensko prvenstvo u hokeju na travi za 1957. godinu je osvojio Jedinstvo iz Zagreba.

## Ljestvica
| mj. | klub                | ut. | pob. | rem. | por. | po.g | pr.g | bod |
| --- | ------------------- | --- | ---- | ---- | ---- | ---- | ---- | --- |
| 1.  | Jedinstvo Zagreb    | 3   | 1    | 2    | 0    | 3    | 1    | 4   |
| 2.  | BASK Beograd        | 3   | 0    | 3    | 0    | 2    | 2    | 3   |
| 3.  | Concordia Zagreb    | 3   | 1    | 1    | 1    | 2    | 3    | 3   |
| 4.  | Elektrostroj Zagreb | 3   | 0    | 2    | 1    | 2    | 3    | 2   |